# 사카모토 나오타리
사카모토 나오타리(일본어: 坂本直足, 간세이 9년 (1797년) ~ 안세이 2년 12월 4일 (1856년 1월 11일))는 에도 시대 말기의 도사번 무사이며 사카모토가의 3대 당주이자 에도 막부 타도 및 메이지 유신에 영향을 주었던 사카모토 료마(坂本龍馬)의 아버지이다. 통칭 쓰네하치로(常八郎)라고 불리며, 은퇴 후에 하치헤이(八平) 라고 불렸기 때문에 사카모토 하치헤이(坂本八平), 하치헤이 나오타리(八平直足) 라는 호칭으로도 알려져있다.